# وایت والثام
وایت والثام (به انگلیسی: White Waltham) یک روستا و محله مدنی در بریتانیا است که در ویندسور و میدنهد واقع شده‌است. وایت والثام ۱۰٫۴۴ کیلومتر مربع مساحت و ۲٬۸۵۰ نفر جمعیت دارد.